# 신대왕
신대왕(新大王, 89년~179년)은 고구려의 제8대 국왕이다.
고재사(고구려국 고추가)의 서자(庶子)인 그는 태조왕(太祖王)과 차대왕(次大王)의 이복 동생이지만 태조왕과는 터울이 42살까지 나므로 이복 동생이 아니라 태조왕의 아들 또는 차대왕의 아들이라는 설도 있다. 〈삼국사기〉에는 태조왕의 이복 동생으로, 진수의 삼국지에는 태조왕의 서자로,〈후한서 後漢書〉에는 차대왕의 아들로 나온다.
신채호에 의하면 차대왕, 신대왕, 인고(仁固) 3형제는 태조왕의 이복 동생이 아니라 서자라고 한다. 휘는 백고(伯固) 또는 백구(伯句)이다.

## 생애
차대왕 때에는 폭정을 피해 산골로 숨어 살았다. 165년에 명림답부(明臨荅夫)가 차대왕을 시해하자 좌보(左輔) 어지류(渪支留)가 사람을 보내 백고를 왕으로 추대하였다. 이에 77세의 나이로 왕위에 올랐다.
그의 가계는 기록마다 서로 상이하며 삼국사기 내에서도 서로 다른 대목이 있어, 다소 불확실하다. 삼국사기와 삼국유사에는 신대왕은 태조왕의 이복 동생이지만 후한서에 의하면 신대왕은 차대왕의 아들이라 한다. 또한 삼국사기의 고구려 본기에 그의 아들 산상왕의 이름이 위궁이며 태조왕의 증손자라 하여 가계가 서로 맞지 않는다. 위궁을 그의 아들 산상왕이 아닌 손자 동천왕으로 비정한다 해도 태조왕과 그의 관계가 형제가 아닌 부자로 설정해야 맞게 된다. 신채호는 신대왕을 태조왕의 서자로 보았다.
신대왕은 166년, 좌·우보(左·右輔)를 폐지하고 국상제를 도입하여 명림답부를 임명하였으며 대사면령을 내리고 차대왕의 아들 추안(鄒安)을 양국군에 봉하는 등 정치적 안정을 꾀하였다. 168년에 후한(後漢)의 현도태수가 침공해 들어와 항복하였으며 169년에는 현도태수 공손도(公孫度)를 도와 부산적(富山賊)을 토벌하였다. 172년에 한나라가 쳐들어오자 청야전술로 대응하였다. 한군이 굶주림에 지쳐 퇴각하자 신대왕은 명림답부를 보내 좌원(坐原)에서 한군을 크게 격파하였다.
176년에 왕자 남무(男武)를 왕태자로 삼았으며 179년 음력 12월에 91세로 사망하였다.

## 가족 관계
- 부왕 : 태조왕
- 모후 : 미상
  - 왕후 : 미상    
    - 장남 : 고패의
    - 차남 : 고남무(高男武) - 고국천왕
    - 3남 : 고발기(高發岐) - 동생인 산상왕이 왕위 계승 서열을 무시하고 즉위하자, 공손도에게서 병력을 빌려 고구려를 공격했다가 자살하였다.
    - 4남 : 고연우(高延優) - 산상왕
    - 5남 : 고계수(高罽須) - 신대왕의 막내아들로, 형인 고국천왕과 산상왕 시대에 장수로서 활약했다.

## 신대왕이 등장하는 작품
- 《우씨왕후》TVING, 2024년~2024년, 배우:배기범)

## 같이 보기
- 백제
  - 개루왕 (128년~166년)
  - 초고왕 (166년~214년)
- 신라
  - 아달라 이사금 (154년~184년)
- 가야
  - 김수로왕 (42년?~199년)
- 왜
  - 세이무 천황 (131년~190년)
- 후한
  - 한 환제 (147년~167년)
  - 한 영제 (168년~189년)

| 전 대 차대왕 | 제8대 고구려 국왕 165년 - 179년 | 후 대 고국천왕 |